# Cantonul Saint-Genest-Malifaux
Cantonul Saint-Genest-Malifaux este un canton din arondismentul Saint-Étienne, departamentul Loire, regiunea Rhône-Alpes, Franța.

## Comune
| Comune                  | Populație (1999) | Cod poștal | Cod INSEE |
| ----------------------- | ---------------- | ---------- | --------- |
| Le Bessat               | 438              | 42660      | 42017     |
| Jonzieux                | 1 217            | 42660      | 42115     |
| Marlhes                 | 1 393            | 42660      | 42139     |
| Planfoy                 | 909              | 42660      | 42172     |
| Saint-Genest-Malifaux   | 2 931            | 42660      | 42224     |
| Saint-Régis-du-Coin     | 374              | 42660      | 42280     |
| Saint-Romain-les-Atheux | 924              | 42660      | 42286     |
| Tarentaise              | 450              | 42660      | 42306     |